# 遠山秋忠
遠山 秋忠（とおやま あきただ、生没年不詳）は、戦国時代の武将。通称甚太郎。諱は顕忠、景恒とも伝わる。

## 略歴
加藤景廉の14代の孫。永禄3年（1560年）桶狭間の戦いにおいて織田信長に従い、毛利良勝、森可成、梁田政綱らと共に先陣として今川義元本陣へ突撃した。
後に同輩と不和になり、討論の末その同輩を討ち取ってしまったことで関東へ退き松平定勝に仕えたと言う。
子に伊予松山藩家老・遠山景運。